# よばれてとびでて!アクビちゃん
『よばれてとびでて!アクビちゃん』は、タツノコプロとキッズステーションが製作した日本のテレビアニメ作品。

## 概要
『ハクション大魔王』登場キャラクターのジンであるアクビちゃんを主人公としたスピンオフ作品。物語はテレビ版の後日談となっている。
2001年12月11日から2002年3月26日に第1期として第1話から第13話が、2002年10月1日から2002年11月11日に第2期として第14話から第26話が放送された。
第1期ではアクビところんが中心のエピソードがほとんどだったが、第2期では他のキャラクターが中心のエピソードも多くなった。
後に地上波でも毎日放送やテレビ愛知、tvkなどでも第1期と第2期を共に放送しており、UHFアニメに分類される事がある。その後も各地の地方局で徐々に放送されている。
また、漫画版が講談社『なかよし』でも連載されていた。漫画作画担当は上北ふたご。
キャラクター原案の吉田すずかは、タツノコプロ創業者で『ハクション大魔王』の原作者・吉田竜夫の長女である。なお、この作品は、竜夫とともにタツノコを設立した竜夫の弟で、すずかの叔父である吉田健二と九里一平がスタッフとして直接携わった最後の作品になっている。
本作を収録したDVD版もある。

## あらすじ
前作『ハクション大魔王』の最終回で魔法の世界が「つぼの掟」によって100年の眠りについてから30年。アクビは1010歳を迎えようとしていた。大々魔王は、特例としてアクビが人間界へ修行に出る許可を出す。
小学5年生の女の子眠田ころんをご主人様としたアクビは、魔法の力でころんの願いをかなえようとするのだが、半人前の魔法使いゆえに毎回様々な騒動を起こすのであった。

## 登場人物

### 主要人物
アクビ
声 - 谷井あすか
本作品の主人公。旧作品と比べ、言葉遣いが子供っぽくなっているが、成長したためか性格は若干大人しめの印象があり、いたずらをする描写もほとんどない。空飛ぶムササビ型の絨毯・モンモンを使い移動する。おはぎが好物。カラスが苦手で、カラスを見たら魔法が切れる。
当初はころんを「ご主人様」と呼んでいたが一緒に行動しているうち、「ころんちゃん」と呼ぶようにもなった。色んな魔法でころんやご主人様達に頑張るも元々のイタズラ好きな性格が災いし、うまくいかないことがしばしばある。
アクビの正体を知っているのは眠田ころん、眠田正夢、眠田うつら、飯根よしあ、藤原エリカである。
眠田ころん（ねむた ころん）
声 - 野川さくら
本作品の壷の持ち主で、もう一人の主人公。小学5年生で、転校生で恋ヶ壺という町に住み始める。1990年もしくは91年生まれで、うお座。性格は少々引っ込み思案だが、心優しい少女。緊張したりすると、よくあくびをする（父からの遺伝）。両親は絵本作家。
幼い頃から、ぬいぐるみが好きで、「ブタ子」というぬいぐるみを大切にしていた。
アクビの魔法によって黄色い小鳥に変身したり、木製のトーテムポールになったことがある。

### アクビの関係者
ハクション大魔王
声 - 大平透
アクビの父で、前作『ハクション大魔王』では主人公。今回は脇役に回るが(15話を除く)、キャストクレジットは一番上で、声優も前作と同じ。温厚な性格だが壷の外に何としても出たく、あの手この手を尽くすが、「つぼの掟」に寄ってことごとく失敗。一度だけ、大々魔王をだまし、壷の外に出るなど前作に比べ、調子が良い性格になっている（ただし、これ以前に大々魔王の依頼でサンタの手伝いを頼まれ、出たことがある）。「オトタマホン」と呼ばれる帽子型の通信装置で、壷の外に出たアクビちゃんにアドバイスを与える。
旧作と同様にハンバーグが好物で、久し振りに外界に出た際、初めて見たハンバーガーを見てその美味さと手軽さに驚き、喜んで食べた。
アクビの母
声 - 井上喜久子
アクビの母親で、ハクション大魔王の妻。故人。前作『ハクション大魔王』では出てはいないが、24話で写真が出ている。
大々魔王
声 - 伊藤栄次
大魔王の上司的存在。大魔王に壷の外に出たいと、毎度言われうんざりしているが、一緒に旅行に行ったり、ピクニックに行ったりと、結構仲がいい様子。一度だけ自身の居眠りが原因で大魔王を壷の外に出してしまう。他人には厳しく自分には甘い。独身(死別か離別かは不明)で、顔が母親にソックリ。ふりかけがないとご飯が食べられない。

### ころんの両親
眠田正夢（ねむた まさゆめ）
声 - 山本圭一郎
ころんの父親。妻のうつらと共に絵本作家で原作担当。性格はいたって温厚。そのため一人称は「僕」で、二人称は基本的には「君」、目上の相手には「あなた」である。ころんとアクビを温かく見守っている。緊張するとあくびが出る癖を、娘（ころん）に遺伝させた。自動車免許がなく、自転車にも乗れない。色々なアレルギー持ちである。
眠田うつら（ねむた うつら）
声 - 柳沢真由美
ころんの母親。夫の正夢と共に絵本作家で作画担当。目尻の小ジワを気にしている。おっとり型の夫とは対照的なテキパキ型で、車の運転もこなす。夫と共にころんとアクビを温かく見守っている。

### 白山学園

#### クラスメイト
飯根よしあ（いいね よしあ）
声 - 小林由美子
ころんとは席が隣同士のクラスメイト。明るく好奇心旺盛な性格で度胸と行動力があり、スポーツ万能だが、適当で詰めが甘いお調子者。
ペットショップ屋の息子。口癖は「俺、将来絶対（ぜってー）○○(職業は話の度に変わる)になる！」。
尾上カレン（おじょう カレン）
声 - 早乙女美帆
ころんのクラスメイトで、大金持ちのお嬢様。プライドが高く、勝気で、ころんの事をライバル視するが、根は優しい女の子で内心ではころんのことを認めている。一時期、よしあの事が好きというような描写もあったものの、その後は特にそのような言動は見られなかった。
手久野博士（てくの ひろし）
声 - 永澤菜教
ころんのクラスメイトで、発明好きの男の子。成績優秀だが1人で発明に没頭してきた事もあり、人付き合いが苦手で社交性に欠ける部分がある。ドジな部分もあり、行動はうまくいかない事が多い。
ロボット犬のテクノブル（ブル公）をいつも連れて歩いている。とある事件をきっかけにころんに好意を寄せ、あの手この手で告白しようとするが上手くいかず、段々と行動を逐一把握しようとするストーカーじみた行為が目立つようになる。
一度だけ大魔王のご主人様になり、ころんとのツーショット写真を撮るように命じるが、これも失敗。第22話以降、白馬ガクとコンビを組む事が多くなる。口癖は「〜って言うか」。
テクノブル（ブル公）
声 - 山本圭一郎
手久野が常に連れているブルドッグ型のロボット犬。BONYという会社で試作品として作られ、世界に一台しかない。手久野の命令でころんに危害を加える者を排除したり、ころんの調査をしたりする。ジェットが搭載されており、上方向、前方向に飛べる。木に衝突した際にアクビに心配をされたことがきっかけでアクビに好意を寄せ、アクビを見つけると追いかける。それ故、アクビがころんの元から旅立った際に元気が無くなった。電気コードで充電できるが、よくバッテリー切れになる。耐水性ではないため、水中に入ると壊れるはずだが、すぐに復活する。後に量産型として発表されるブレンダーには性能は劣るが、川で溺れた猫のアンドレを助けるために自ら水中に潜っていく正義感を持っている。
白馬ガク（はくば ガク）
声 - 福山潤
第二期より登場した転校生。キザで見た目は格好いいが、オバケやカミナリなど苦手なものが多い。ドジな部分もあるが細かい事は気にしない大らかな性格で、自分に疑いを掛けた手久野をアッサリ許している。
ころんと親しい場面が多く、手久野からはライバル視されているが、第22話以降、手久野とコンビを組む事が多くなる。EDのクラスメイトが登場する場面には出ていない。
江東アキラ
声 - 山田豊治
常にカメラを持ち歩いており、決定的な瞬間を狙っている。よしあ同様お調子者。よしあの友人でいつも行動を共にしており、彼からは「江東チン」と呼ばれている。姉がいる。
「スクープスクープ！」が口癖。
足立ミユキ
声 - 福島恵
尾上カレンの腰ぎんちゃくの一人で、モモコと共に尾上カレンを賛同している。眉毛が八の字になっているのが特徴。
大田モモコ
声 - 林香織
尾上カレンの腰ぎんちゃくの一人で、ミユキよりも若干背が低い。尾上の意見や行動に合わせるも、ガクのことが気になって別行動を取ったこともある。
荒川タイチ
声 - 阿部港
小さなことにはこだわらないクラスメイト。野球が得意で成績も良い文武両道。身体が大きく、長距離走では飯根よしあに勝る。
台東ケン
声 - 羽多野渉
「考えるな、感じるんだ」を意識している武闘家風のクラスメイト。太い眉。姉がいる。
江戸川キョーコ
声 - 比嘉久美子
くよくよしても仕方ないがマイペースの女の子。
港カオル
声 - 乾政子
短髪の女子児童。さばさばした性格。サユリを泣かせたよしあを注意した（彼女の誤解で、飯根が泣かせたわけではない）。白馬ガクに一目ぼれはしていなかったが、年上の女性と会っていたことを聞いた際には、他の女子と一緒に驚いていた。
品川タモツ
声 - 大津田裕美
うさぎの人形を常に手にはめており、基本会話する時は腹話術を用いている（ただし本人の口も普通に動いている）。
不思議な雰囲気で観察力があり、鋭い一面もある。
葛飾シュン、葛飾ジュン
声 - 大竹弘美
双子。男の子（シュン）と女の子（ジュン）で、睫毛の無いほうがシュン、有る方がジュンで、見分けがつく。白馬ガクが年上の女性と一緒にいると聞いた際、ジュンは驚いていた。
千代田サユリ
声 - 桑谷夏子
脚が長く、クラスでいちばん背が高い女の子。モンモンと友情を深めた。
中野アカリ
声 - 神田朱未
茶髪で前髪をピンで留めている女の子。今時のミーハーで、スニーズのフミヤや白馬ガクに憧れていた。
墨田マキコ
声 - 柳沢真由美
メガネをかけたまじめな女の子。クールかつ何事にもこつこつ取り組む姿勢の持ち主。手久野が金魚の世話を怠って死なせたことをずっと責めている。白馬ガクのことを「オスカル」と慕っていた。
渋谷ヨウイチ
声 - 小林沙苗
前の席に座っている男子。紫色の髪で、睫毛が立っている。物静かな雰囲気で、美しい音楽の流れるような調べのように生きたいとのこと。メインとなる出番はない。
病弱な体質で欠席が多く、実はころん達より一つ年上。
目黒オサム
細目で太った少年。鼻が利き、食べ物のことばかり気にかけている。
意外と常識人で、カレンがでっち上げたスクープの協力者にさせられた時にはそれはヤラセだと苦言を呈する場面がある(結局は押し切られている)。

#### 教師
藤原エリカ（ふじわら エリカ）
声 - 小林沙苗
ころんの担任教師で独身。自宅はコスプレ衣装でいっぱいになっているほどのコスプレマニアで、アクビのことを調べたり、学校の花壇荒らしの犯人を懲らしめたりする時等、乙女座からの使者・スーパーエリカに変身する。いささか変わり者だが、生徒想いの責任感のある女若手教師。笑い方は「オーホホ」。
乙女座のAB型で、左利き。
おとたま校長
声 - 大平透
ころんたちが通う白山学園の校長。見た目や声は魔王に瓜二つだが、服装やヒゲの形、毛の色、口調、耳の形、唇などが異なり、魔王と違い普通に計算ができる。
小平（こだいら）
声 - 羽多野渉
体育担当の男の先生。エリカ先生に好意を寄せており、アプローチを試みるも中々上手くいかない。ころんの運動神経（アクビの魔法）を気に入り、その後何度も野球チームにスカウトしようとした（3話、5話、13話）。

### 恋ヶ壺の人々
東村山馬子（ひがしむらやま うまこ）
声 - 栗田かおり
眠田家の隣に住む東村山家の妻。猫のアンドレを飼っている。いつもアクビ達の実験台にされる事が多い。
東村山竜吉（ひがしむらやま たつきち）
声 - 伊藤栄次
東村山家の夫。いつも新聞を読んでおり、顔は隠れている。妻の話にもあまり聞く耳を持たない無関心な性格で、たいがいの返事のしかたは「あー、そうだね」。
飯根さとみ（いいね さとみ）
声 - 乾政子
よしあの母でペットショップの店長。夫（よしあの父）は全話にわたって登場せず、彼女も夫の事を一切語っていないため詳細は謎。

### ゲストキャラクター
新島なな子（にいじま ななこ）
声 - 比嘉久美子
TVドラマ『マジカルナース』が主演作の大人気アイドル。多忙なスケジュールで休む暇もなく、アクビと入れ替わりゆったりとした時間を過ごす。アクビちゃんの壺を無くした後にはついに過労で倒れてしまう。
テンドー
声 - 遠近孝一
オレンジ色の天然パーマで、売れないマジシャン。鳩を帽子から出すなどの、ありきたりなマジックしか出来なかったが、アクビの魔法のおかげで一躍有名人となる。最初は「お客が笑えれば良い」とマジシャンの心意気を持っていたが、儲かるにつれて「金が入ればそれでいい」と傲慢な態度になり、アクビをこき使う。TVの公開生放送時に魔法の壺を落としてしまい、碌に練習もしていなかったために初歩的な手品も出来ずに失敗に終わる。その後は一から出直し、手品で子供たちを喜ばせるなどの活動を始める。
町田ディレクター
声 - 青山穣
サングラス鏡を掛けた中年男性。放送局で番組ディレクターを務める。一人娘にまゆみがいる。売れる芸能人には優しいが、売れない芸能人には厳しい。しかしまゆみには優しく、仕事帰りにまゆみを元気づけるために放送局でもらった弁当やおみやげを持って帰る。まゆみが小さい頃の写真では妻の姿も確認できるが、何らかの理由で現在は共に暮らしていない（恐らく他界とみられる）。まゆみが作ってくれたオムライスに妻の味を感じ、涙を流す。
町田まゆみ（まちだ まゆみ）
声 - 神田朱未
町田ディレクターの一人娘。ころんよりも背丈が大きいことから中学生か高校生と見られる。自分がここにいる意味を失い、学校にも通わず怠惰な日々を過ごしていた。しかしアクビが迷い込んで来たことで「アクビをころんの元に帰す」という目的が生まれ、誰かのために生きる喜びを見つける。その後は父親のために夕食や弁当を作り、学校へも行き始める。
日野編集者（ひの）
声 - 阿部港
正夢の編集担当。正夢の絵本の入稿を催促する。オカルトに関して知識がある。
オカルト研究家
声 - 茶風林
金髪の老人で眼鏡を掛け白衣を身に着けている。本名不明。警察の捜査にも協力しているサイコメトラーらしいが、眠田家の隣人の馬子からの『眠田家で度々不思議な事が起きるから調べて欲しい』と依頼を受けるが眠田家から許可を得ずに勝手に眠田家の敷地内を調査したり、魔除けシールを貼り悪霊封じの呪文を最初に言った呪文と違ったり、それを誤魔化す為『つ、次！』と慌てた様子で眠田家の家のあちこちに魔除けシールを貼ったり、実際に超常現象を見ると固まってしまう上『娘（ころん）さんは悪魔に取り憑かれています』と出鱈目を言う等、実際はオカルト研究家を名乗る偽者の可能性が高い。
三宅マサヒロ（みやけ マサヒロ）
声 - 小林沙苗
ころんの前の学校の初恋相手で、一学年上の先輩。頭が良く生徒会長を務めている。犬のチョッピーを飼っている。ころんが国分台を訪れた時には転校が決まっていた。転校する前に学校を掃除するなど、律儀で真面目な性格。
ブレンダー
声 - 丸山純路
BONYで開発された量産型のドーベルマン型ペットロボット。脚が速く頭も良く、日本語を話せるが自分を第一に考えており、ブレンダーのモニターとして選ばれた白馬ガクに対して知識で揚げ足を取ったり付き合う友達を選ぶようにと命令する。猫のアンドレが川で溺れた際も水に耐性が無い自分を案じ、助けようともしなかった。後に他のモニターからもその性格から苦情が殺到し、回収となった。
白馬ネオ（はくば ネオ）
声 - 中川亜紀子
白馬ガクの姉で大学生。2人きりで出かけるほどに姉弟仲は良好。フランスに留学中であり、夏休みに日本に帰国してきていたところに飯根と出会う。絵を描くのが趣味でスケッチブックをいつも持ち歩いている。サッカーチームのキャプテンをしているボーイフレンドがおり、その話を聞いた飯根が見栄を張って嘘をついてしまい騒動となってしまう。尚、本編で名前を呼ばれることは一度も無かったが名前はエンディングのキャストクレジットで確認出来る。飯根はネオの名前を聞きそびれ、弟と歩いているところをクラスの女子たちのように目撃していないため、ネオが白馬ガクの姉であるということを知らないまま終わった。

## スタッフ
- 原作 - タツノコプロ
- 企画 - 九里一平
- エグゼクティブプロデューサー - 吉田健二
- 企画構成 - タツノコプロ企画室、徳山光俊、相澤昌弘
- 文芸担当 - 本田雅也
- キャラクター原案 - 吉田すずか
- メインキャラクターデザイン - 相澤昌弘
- サブキャラクターデザイン - 上北実那・上北希沙（上北ふたご）
- 美術監督 - 河野次郎
- 音響監督 - 鈴木祐子
- 撮影監督 - 松山正彦
- オープニングアニメーション
  - 絵のコンテ/演出 - 大久保富彦
  - 作画監督 - 西城隆詞
  - 原画 - 水村十司、高橋直樹
  - デジタル演出/背景 - 松山正彦
  - 演出助手 - 鈴木清崇
  - CGワークス - 中嶌隆史、しらいわたる
  - 撮影 - 渡部明弘、横山正彦
- 連載:講談社「なかよし」
  - まんが/上北ふたご
  - 原作 /タツノコプロ
- 監督 - 大久保富彦
- 総監督 - 笹川ひろし
- ジェネラルプロデューサー - 添田弘幸、成嶋弘毅
- プロデューサー - 吉田正煕
- 著作・製作 - タツノコプロ、キッズステーション、AP

## 主題歌
オープニングテーマ「ミラクルDAYS」（第14話 - 第26話）
作詞 - haru-A / 作曲・編曲 - 坂下正俊 / 歌 - CEO
- 第1期（第1話から13話）はオープニングテーマなし。

エンディングテーマ「アクビ娘」（第1話 - 第26話）
作詞 - 丘灯至夫 / 作曲 - 和田香苗 / 編曲 - 須藤賢一 / 歌 - 野川さくら
- 前作エンディングのカバー曲。この曲は長らくCD化されていなかったが、2005年に発売された野川のキャラソンベストアルバム『Cherries』に初収録となった。

## 各話リスト
※放送日はキッズステーションのもの
| 話数   | 通算   | サブタイトル                       | 脚本       | 絵コンテ            | 演出           | 作画監督         | 放送日          |       |       |       |       |       |
| 第1期  | 第1期  | 第1期                              | 第1期      | 第1期               | 第1期          | 第1期            | 第1期           | 第1期 | 第1期 | 第1期 | 第1期 | 第1期 |
| ------ | ------ | ---------------------------------- | ---------- | ------------------- | -------------- | ---------------- | --------------- | ----- | ----- | ----- | ----- | ----- |
| 第1話  | 第1話  | よばれてとびでて!パンプリリン!?    | 本田雅也   | 大久保富彦          | 橋本三郎       | 西城隆詞         | 2001年 12月11日 |       |       |       |       |       |
| 第2話  | 第2話  | アクビのクリスマスナイト           | 本田雅也   | 坂田純一            | 荻原露光       | 西城隆詞         | 12月25日        |       |       |       |       |       |
| 第3話  | 第3話  | ころんのいちばん長い日             | 本田雅也   | 笹川ひろし          | 坂田純一       | 井口忠一         | 2002年 1月15日  |       |       |       |       |       |
| 第4話  | 第4話  | スーパーロボット?テクノブル        | 本田雅也   | 大久保富彦 橋本三郎 | 橋本三郎       | 松田芳明         | 1月22日         |       |       |       |       |       |
| 第5話  | 第5話  | アクビがころんで、ころんがアクビ!? | 桶谷顕     | 西はじめ            | 中村賢太郎     | なかじまちゅうじ | 1月29日         |       |       |       |       |       |
| 第6話  | 第6話  | ひみつのエリカ                     | 中弘子     | 荻原露光            | 荻原露光       | 西城隆詞         | 2月5日          |       |       |       |       |       |
| 第7話  | 第7話  | ころんとアクビとやましい奴ら       | 本田雅也   | 坂田純一            | 坂田純一       | 井口忠一         | 2月12日         |       |       |       |       |       |
| 第8話  | 第8話  | アクビの誕生日                     | 桶谷顕     | 荻原露光            | 荻原露光       | 松田芳明         | 2月19日         |       |       |       |       |       |
| 第9話  | 第9話  | アクビちゃんなんか大嫌い           | 中弘子     | 義野利幸            | 橋本三郎       | 渡辺章           | 2月26日         |       |       |       |       |       |
| 第10話 | 第10話 | テレビスターの悲劇?                | 本田雅也   | 笹川ひろし          | 紅優           | なかじまちゅうじ | 3月5日          |       |       |       |       |       |
| 第11話 | 第11話 | い・け・な・い アクビマジック      | 中弘子     | 義野利幸            | いわもとやすお | 松田芳明         | 3月12日         |       |       |       |       |       |
| 第12話 | 第12話 | お願いのないご主人様               | 桶谷顕     | 坂田純一            | 坂田純一       | 井口忠一         | 3月19日         |       |       |       |       |       |
| 第13話 | 第13話 | おかえりなさい ころんちゃん        | 本田雅也   | 荻原露光            | 荻原露光       | 渡辺章           | 3月26日         |       |       |       |       |       |
| 第2期  |        |                                    |            |                     |                |                  |                 |       |       |       |       |       |
| 第1話  | 第14話 | 白馬の王子を追いかけろ             | 本田雅也   | 橋本三郎            | 橋本三郎       | 渡辺章           | 10月1日         |       |       |       |       |       |
| 第2話  | 第15話 | オトたまが来ちゃった!              | 本田雅也   | しぎのあきら        | しぎのあきら   | 井口忠一         | 10月8日         |       |       |       |       |       |
| 第3話  | 第16話 | エリカふたたび                     | 中弘子     | 荻原露光            | 荻原露光       | 松田芳明         | 10月15日        |       |       |       |       |       |
| 第4話  | 第17話 | がんばれ!ブル公                    | 本田雅也   | 松園公              | 仕舞屋鉄       | 佐藤陽子         | 10月22日        |       |       |       |       |       |
| 第5話  | 第18話 | パパとママの危機                   | 中弘子     | いわもとやすお      | いわもとやすお | 高橋直樹         | 10月29日        |       |       |       |       |       |
| 第6話  | 第19話 | ふたりのモンモン                   | 本田雅也   | しぎのあきら        | しぎのあきら   | 井口忠一         | 11月5日         |       |       |       |       |       |
| 第7話  | 第20話 | カレンのカレーな夏休み             | 中弘子     | 橋本三郎            | 橋本三郎       | 渡辺章           | 11月12日        |       |       |       |       |       |
| 第8話  | 第21話 | よしあの恋のメロディ               | 本田雅也   | 坂田純一            | 坂田純一       | 飯田宏義         | 11月19日        |       |       |       |       |       |
| 第9話  | 第22話 | ちっちゃなブタ子ちゃん             | 大久保富彦 | 大久保富彦          | 中村健治       | 佐藤陽子         | 11月26日        |       |       |       |       |       |
| 第10話 | 第23話 | おばけやしきのネコばあさん         | 本田雅也   | いわもとやすお      | いわもとやすお | 高橋直樹         | 12月3日         |       |       |       |       |       |
| 第11話 | 第24話 | アクビの子守歌                     | 中弘子     | 橋本三郎            | 橋本三郎       | 渡辺章           | 12月10日        |       |       |       |       |       |
| 第12話 | 第25話 | ママ、大好き!!                     | 中弘子     | 坂田純一            | 坂田純一       | 井口忠一         | 12月17日        |       |       |       |       |       |
| 第13話 | 第26話 | 魔人のおきて                       | 本田雅也   | いわもとやすお      | いわもとやすお | 高橋直樹         | 12月24日        |       |       |       |       |       |

## 放送局
| 放送地域   | 放送局             | 放送期間                                                              | 放送日時 | 放送系列       | 備考                             |
| ---------- | ------------------ | --------------------------------------------------------------------- | --- | -------------- | -------------------------------- |
| 日本全域   | キッズステーション |                                                                       | 〔初回放送〕 火曜 19:30 - 20:00 (第1期第2話まで) 火曜 20:30 - 21:00 (第1期第3話から) 火曜 20:00 - 20:30 (第2期) | CS放送         | 製作局                           |
| 近畿広域圏 | 毎日放送           | 2002年6月8日 - 8月31日（前期） 2002年11月23日 - 2003年2月22日（後期） | 土曜 7:00 - 7:30                                                                                                | TBS系列        |                                  |
| 愛知県     | テレビ愛知         |                                                                       | | テレビ東京系列 |                                  |
| 神奈川県   | tvk                |                                                                       | | 独立局         |                                  |
| 栃木県     | とちぎテレビ       |                                                                       | 木曜 18:30 - 19:00                                                                                              | 独立局         |                                  |
| 千葉県     | 千葉テレビ         | 2005年8月16日 - 2006年2月14日                                         | 火曜 17:30 - 18:00                                                                                              | 独立局         | 2011年に再放送あり               |
| 福岡県     | TVQ九州放送        |                                                                       | 土曜 7:00 - 7:30                                                                                                | テレビ東京系列 |                                  |
| 佐賀県     | サガテレビ         |                                                                       | 木曜 15:30 - 16:00                                                                                              | フジテレビ系列 |                                  |
| 東京都     | TOKYO MX           | 2007年12月12日 - 2008年1月23日                                        | 月 - 金曜 8:30 - 9:00                                                                                           | 独立局         |                                  |
| 北海道     | テレビ北海道       | 2008年6月2日 - 7月7日                                                 | 月 - 金曜 8:00 - 8:30                                                                                           | テレビ東京系列 | 『おはようまんが』枠             |
| 日本全域   | TwellV             | 2008年12月2日 - 2009年2月27日                                         | 火曜・金曜 7:00 - 7:30                                                                                          | BSデジタル放送 | 『キッズステーション・タイム』枠 |

- 近畿広域圏と中京広域圏とで、毎日放送と中部日本放送の組み合わせの原則が初めて破られた。
- 本放送終了後、KBS京都でも再放送を実施。